# Fransenlilien
Fransenlilien (Thysanotus) ist eine Pflanzengattung innerhalb der Familie der Spargelgewächse (Asparagaceae). Die vielen Arten sind hauptsächlich im südwestlichen Australien verbreitet, nur zwei Arten reichen über Australien hinaus.

## Beschreibung

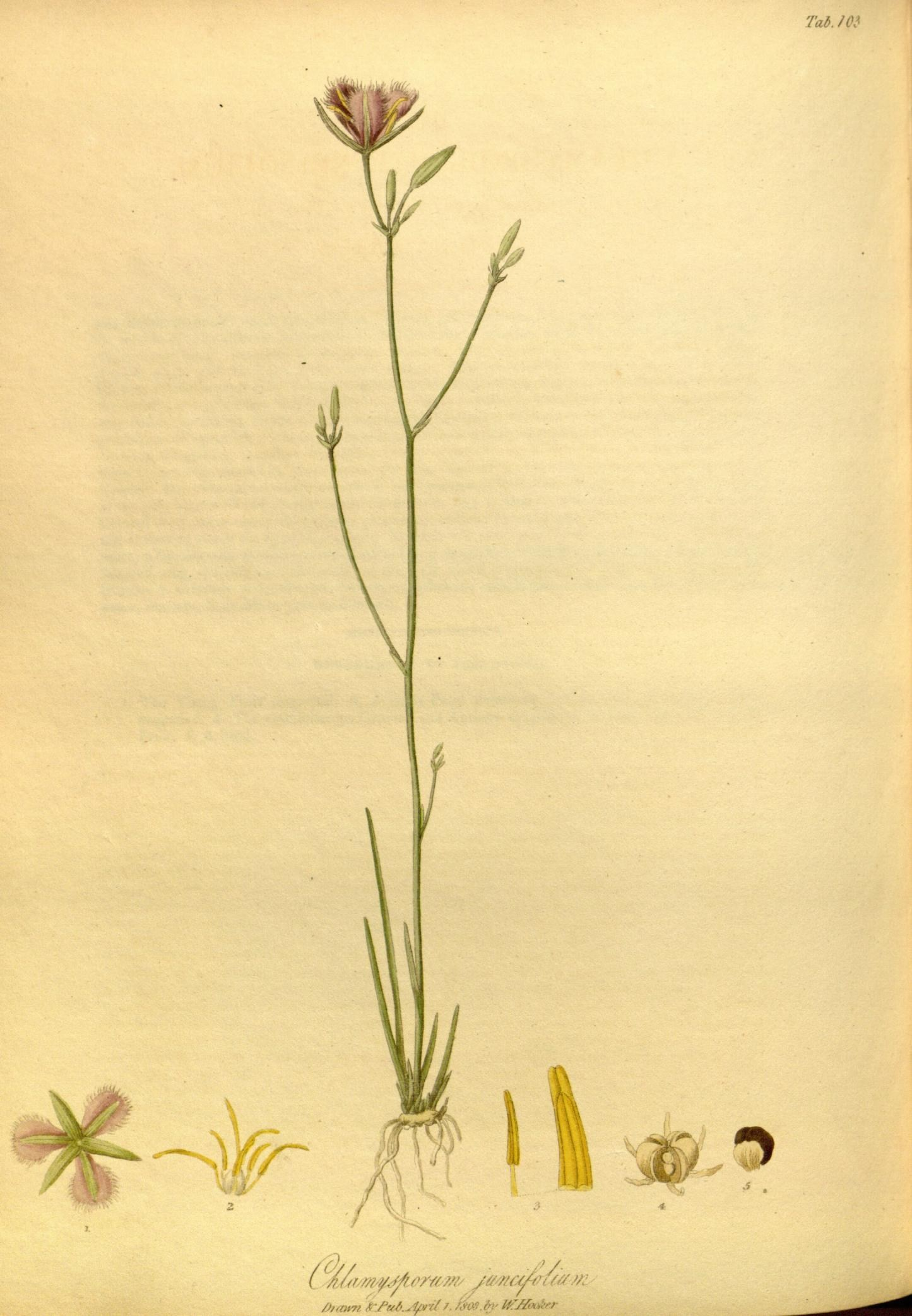
Illustration von Thysanotus juncifolius

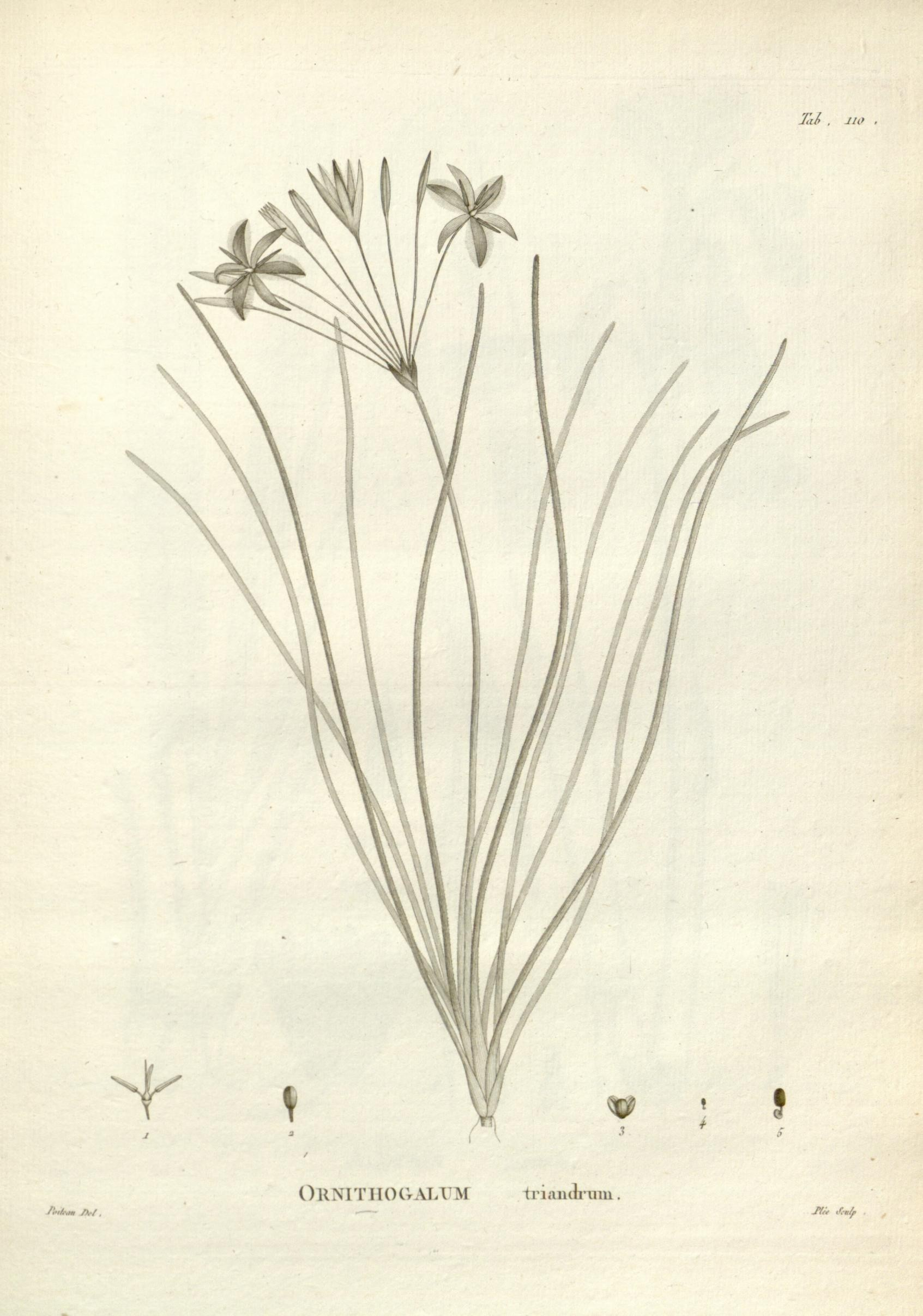
Illustration aus Novæ Hollandiæ plantarum specimen, Tafel 110 von Thysanotus triandrus

### Vegetative Merkmale
Fransenlilien-Arten sind ausdauernde krautige Pflanzen. Die unterirdischen Pflanzenteile sind manchmal rhizomatös und die Wurzeln sind faserig oder knollig. Die einjährigen oder einige Jahre überdauernden Stängel sind meist aufrecht oder ausgebreitet, selten (nur bei zwei Arten) windend oder niederliegend.
Zur Blütezeit sind Laubblätter vorhanden oder nicht vorhanden, sie einjährig und verwelken oft früh, oder sie überdauern einige Jahre. Es erscheinen 5 bis 15 grundständige Laubblätter. Die Blattspreiten sind bei einer Länge von meist länger als 15 Zentimetern linealisch.

### Generative Merkmale
Im rispigen oder zymösen Blütenstand befinden sich die gestielten Blüten einzeln oder zu zweit bis 50 in doldigen Teilblütenständen.
Die zwittrigen Blüten sind radiärsymmetrisch und dreizählig. Es sind zwei unterschiedliche Kreise mit je drei freien, haltbaren Blütenhüllblättern vorhanden. Die hell-prpurfarben, malvenblauen oder pinken, seltener weißen Blütenhüllblätter sind drei- bis siebennervig. Die äußeren Blütenhüllblätter sind linealisch bis lanzettlich, häutig gesäumt, ohne Fransenränder. Die inneren Blütenhüllblätter sind elliptisch und die Ränder gefranst. Es ist ein oder es sind meist zwei Kreise mit je drei Staubblättern vorhanden, sie sind gleich oder ungleich lang. Die Staubbeutel sind einwärts oder auswärts ausgerichtet, öffnen sich durch Endporen oder selten durch Längsschlitze. Drei Fruchtblätter sind zu einem oberständigen, dreikammerigen Fruchtknoten verwachsen. Pro Fruchtknotenkammer sind normalerweise zwei Samenanlagen in zentralwinkelständiger Plazentation vorhanden. Die fadenförmigen Griffel sind gerade oder gebogen und ungeteilt.
Die eiförmigen Kapselfrüchte sind von den haltbaren Blütenhüllblätter umhüllt und öffnen sich fachspaltig = lokulizid. Die Samen sind ellipsoid, schwarz und glänzend und besitzen einen Arillus.
Die Chromosomengrundzahl beträgt x =11; es liegt meist Diploidie, bei wenigen Arten Tetraploidie oder Octoploidie vor mit Chromosomenzahlen von 2n = 22, 44 oder 88.

## Ökologie
Die Blüten von Thysanotus-Arten geben ihre Pollen erst durch die Schallfrequenz eines anfliegenden Bestäubers frei (Vibrationsbestäubung), am Naturstandort sind dies meist Bienen und Schwebfliegen.

## Vorkommen
Thysanotus-Arten sind hauptsächlich in Australien verbreitet: besonders in Western Australia, im Northern Territory und in Queensland. Allein in Australien sind 53 von 56 Arten vertreten, einige von ihnen sind endemisch und stehen unter Naturschutz. Aber eine Art reicht darüber hinaus bis Malesien Südost-China und Vietnam und eine Art reicht bis Neuguinea (der Fundort in Neuguinea einer zweiten Art wird nicht mehr bestätigt).
Bevorzugte Habitate sind stark versandete Feuchtwiesen. In Western Australia wächst sie oft vergesellschaftet mit der karnivoren Gattung Byblis, mit der sie sich die Methode der Vibrationsbestäubung teilt.

## Systematik
Die Gattung Thysanotus wurde 1810 durch Robert Brown in Prodromus Florae Novae Hollandiae et Insulae Van Diemen. S. 282 aufgestellt. Der Gattungsname Thysanotus leitet sich ab von dem altgriechischen Wort thýsanos (θύσανος), was „gefranst“ oder „büschelig“ bedeutet und die stark gefransten Blüten der meisten Arten treffend beschreibt.
Die systematische Zuordnung der Fransenlilien ist wechselhaft und widersprüchlich. Als Hauptfamilie gelten die Spargelgewächse (Asparagaceae), als Unterfamilie gelten mal die Lomandraceae, die Liliaceae und die Anthericaceae. Sie wird sowohl den Lomandraceae als auch den Anthericaceae zugeordnet. Synonyme für Thysanotus R.Br. nom. cons. sind: Chlamysporum Salisb., Halongia Jeanpl., Isandra Salisb., Murchisonia Brittan, Thysanella Salisb.

### Arten

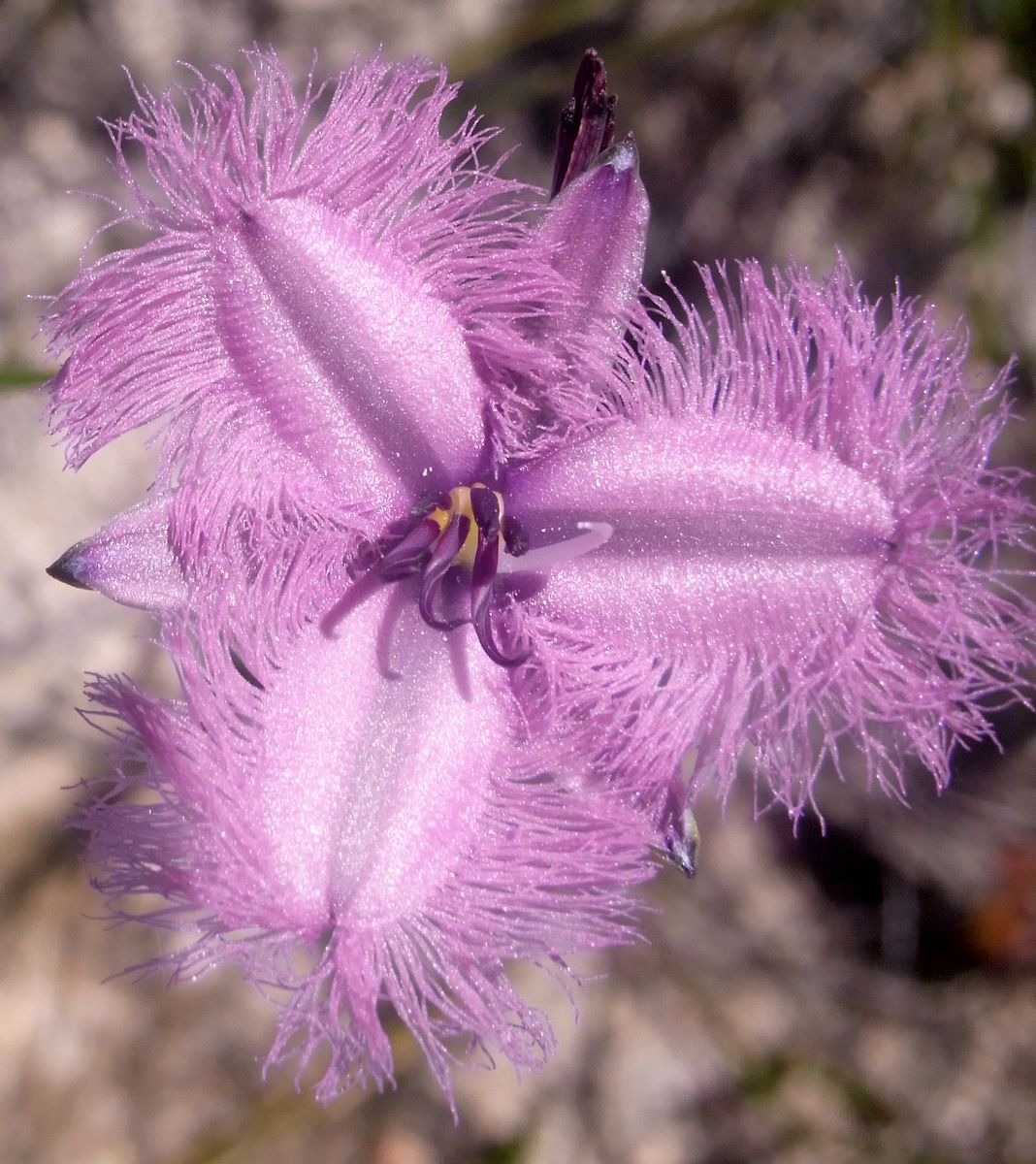
Blüte von Thysanotus juncifolius

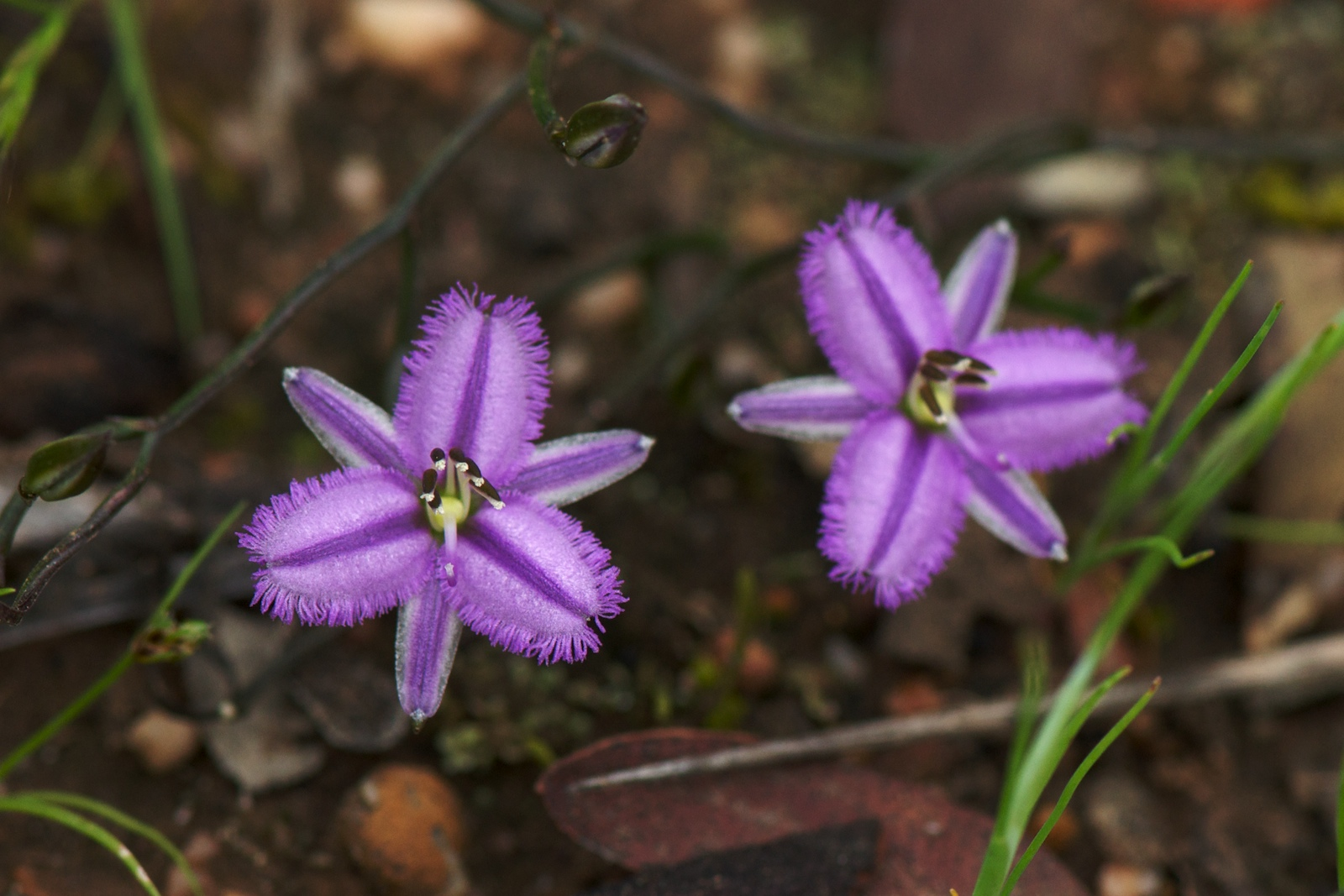
Blüte von Thysanotus patersonii

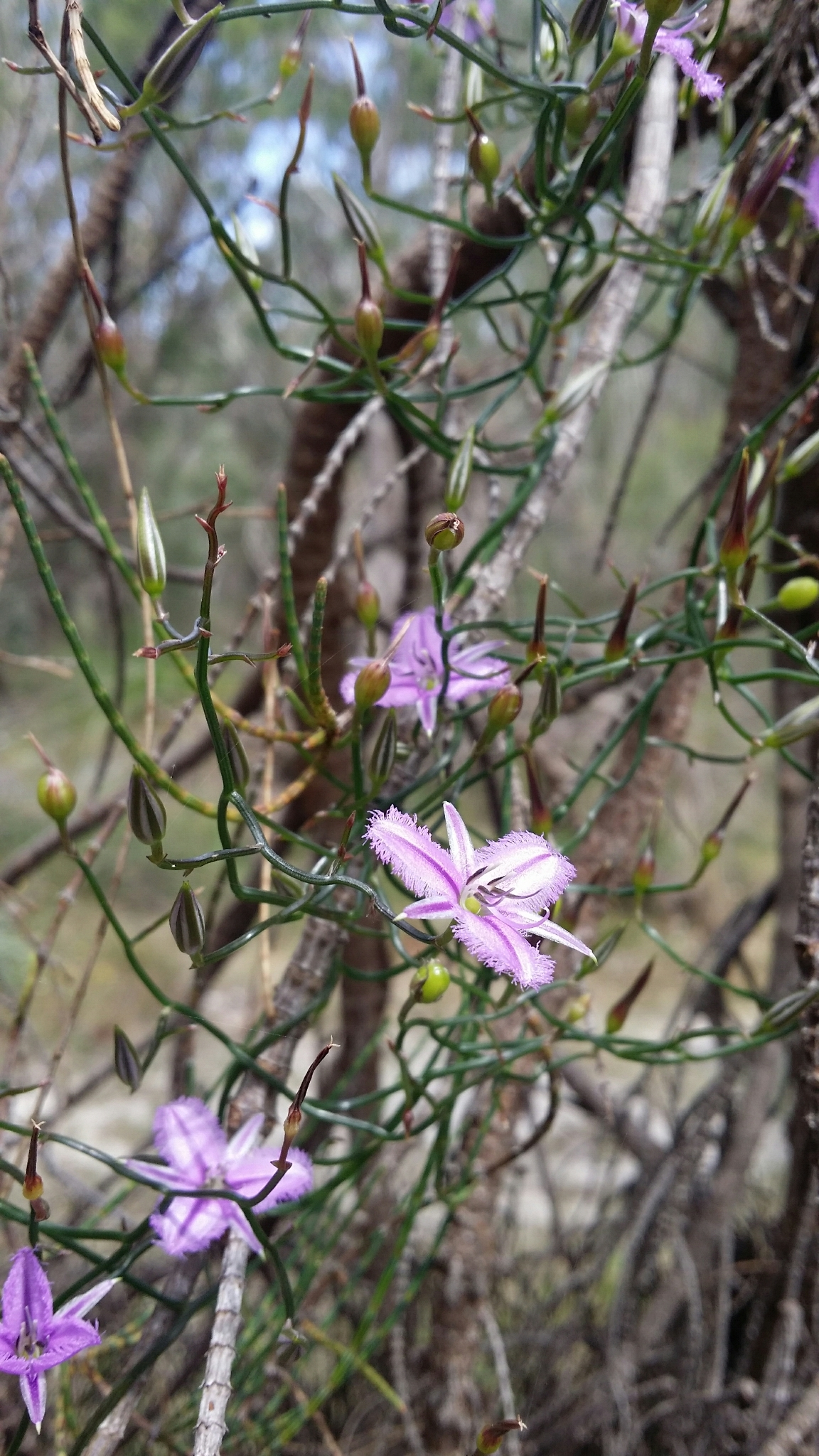
Habitus und Blüten von Thysanotus manglesianus

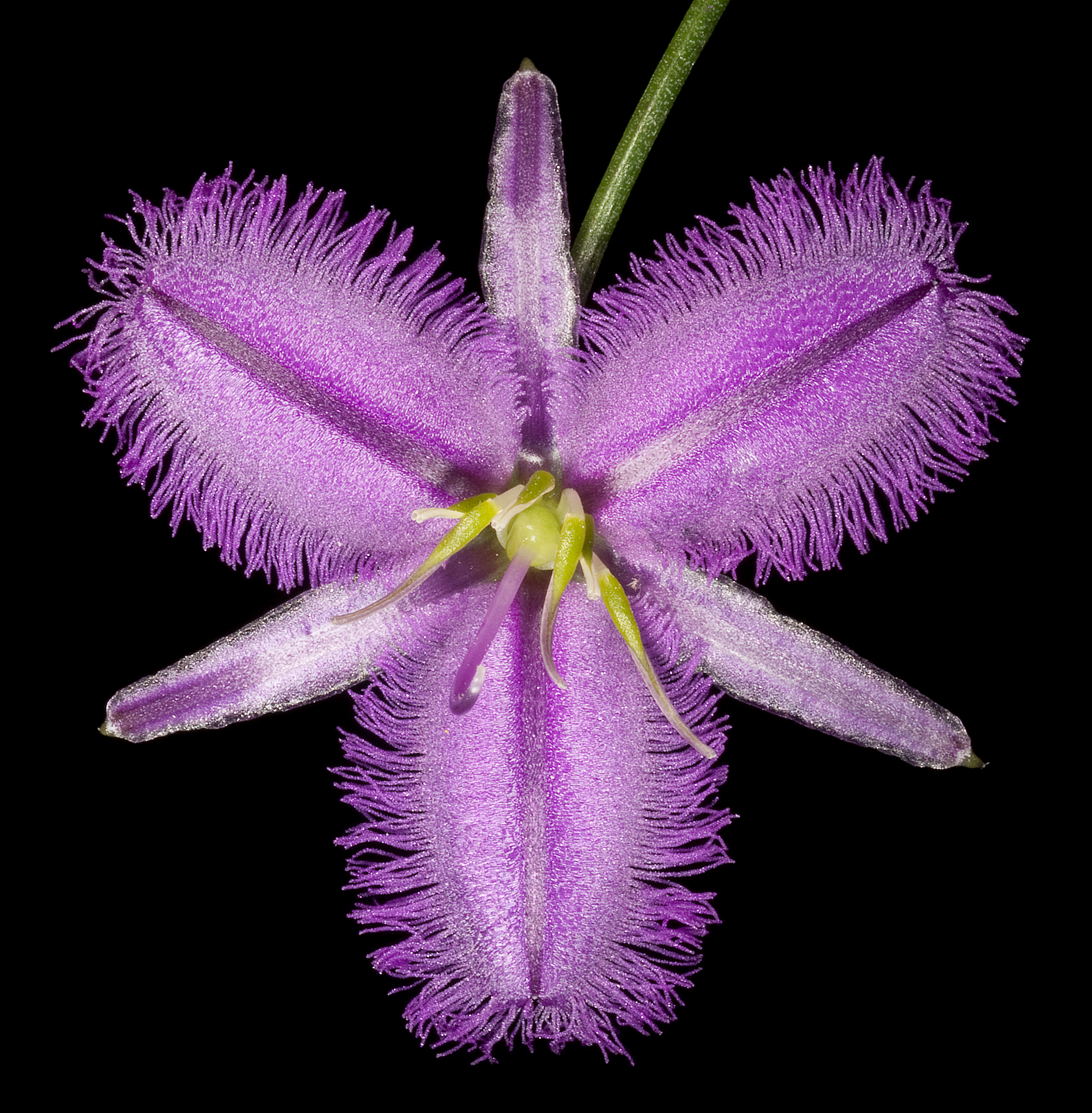
Blüte von Thysanotus manglesianus

Es werden folgende 56 Arten anerkannt:
nur in Australien
- Thysanotus acerosifolius Brittan
- Thysanotus admirabilis Jian Wang ter: Sie wurde 2022 aus Queensland erstbeschrieben.[1][5]
- Thysanotus anceps Lindl.
- Thysanotus arbuscula Baker
- Thysanotus arenarius Brittan
- Thysanotus asper Lindl.
- Thysanotus baueri R.Br.
- Thysanotus brachiatus Brittan
- Thysanotus brachyantherus Brittan
- Thysanotus brevifolius Brittan
- Thysanotus cymosus Brittan
- Thysanotus dichotomus (Labill.) R.Br.
- Thysanotus elatior (Labill.) R.Br.
- Thysanotus exfimbriatus Sirisena & Conran
- Thysanotus exiliflorus F.Muell.
- Thysanotus fastigiatus Brittan
- Thysanotus formosus Brittan
- Thysanotus fractiflexus Brittan
- Thysanotus fragrans Brittan
- Thysanotus gageoides Diels
- Thysanotus glaucifolius Brittan
- Thysanotus glaucus Endl.
- Thysanotus gracilis R.Br.
- Thysanotus isantherus R.Br.
- Thysanotus juncifolius (Salisb.) J.H.Willis & Court
- Thysanotus kalbarriensis T.D.Macfarl., C.J.French & Conran: Sie wurde 2020 aus westlichen Western Australia erstbeschrieben.[1][5]
- Thysanotus lavanduliflorus Brittan
- Thysanotus manglesianus Kunth
- Thysanotus multiflorus R.Br.
- Thysanotus newbeyi Brittan
- Thysanotus nudicaulis Brittan
- Thysanotus parviflorus Brittan
- Thysanotus patersonii R.Br.
- Thysanotus pauciflorus R.Br.
- Thysanotus pseudojunceus Brittan
- Thysanotus pyramidalis Brittan
- Thysanotus racemoides Sirisena
- Thysanotus ramulosus Brittan
- Thysanotus rectantherus Brittan
- Thysanotus sabulosus Brittan
- Thysanotus scaber Endl.
- Thysanotus sparteus R.Br.
- Thysanotus speckii Brittan
- Thysanotus spiniger Brittan
- Thysanotus tenellus Endl. in J.G.C.Lehmann
- Thysanotus tenuis Lindl.
- Thysanotus teretifolius Brittan
- Thysanotus thyrsoideus Baker
- Thysanotus triandrus (Labill.) R.Br.
- Thysanotus tuberosus R.Br.
- Thysanotus unicupensis Sirisena, T.D.Macfarl. & Conran
- Thysanotus vernalis Brittan
- Thysanotus virgatus Brittan
- Thysanotus wangariensis Brittan

über Australien hinausreichend
- Thysanotus banksii R.Br.: Sie reicht vom nördlichen sowie nordöstlichen Queensland bis ins südliche New Guinea.
- Thysanotus chinensis Benth.: Sie ist in Australien, Indonesien, Malaysia, auf den Philippinen, in Thailand, Vietnam, Taiwan und in den chinesischen Provinzen Guangdong, Guangxi sowie südöstliches Fujian verbreitet.[9]